# Giuseppe Antonio Guarneri
Bartolomeo Giuseppe Guarneri (Cremona, 21 augustus 1698 – aldaar, 17 oktober 1744) was een Italiaans vioolbouwer uit de vioolbouwersfamilie Guarneri.
De instrumenten van de oude Italiaanse vioolbouwers, heden ten dage beter bekend als de Italiaanse Meestervioolbouwers, zijn nimmer geëvenaard. Stradivarius is onder hen de bekendste, maar ook namen als Bergonzi, Amati, Rugerri, Gaspara da Salo, Giovani Granciano en Testore zijn geliefd bij liefhebbers.
Bartolomeo Giuseppe Guarneri is beter bekend als Guarneri del Gesù. De bijnaam Del Gesù (Italiaans voor: "van Jesus") is ontstaan omdat hij zijn instrumenten voorzag van een label met daarop IHS. IHS vormen de eerste drie hoofdletters, in Latijn weliswaar, van de Griekse naam van Jezus (ΙΗΣΟΣ).

## Il Cannone
Een van de bekendste violen van Guarneri del Gesù is Il Cannone van Niccolò Paganini, de viool gebouwd door Del Gesù staat al sinds jaar en dag in Genua, de geboortestad van Paganini, in een beveiligde kast met hardglazen deur. De bijnaam van deze viool komt door de krachtige klank. Il Cannone wordt een- tot tweemaal per jaar onder zijn beschermende stolp vandaan gehaald, nagekeken en indien mogelijk bespeeld.
Ook de Nederlandse violist Theo Olof heeft ooit (zij het slechts ongeveer vijf minuten) op deze viool van Paganini mogen spelen. Gil Sharon, de concertmeester van het Limburgs Symfonie Orkest, heeft enkele jaren terug Il Cannone in Maastricht bespeeld.
Ook heeft de bekende violist Shlomo Mintz deze viool bespeeld, begeleid door het Limburgs Symfonie Orkest, in een van de vioolconcerten van Paganini. Mintz gaf in 2007 een concerttour met 'Il Cannone'. Hij vond het instrument dusdanig lastig te bespelen dat hij verzuchtte dat enkel Paganini zelf het instrument had kunnen bedwingen.